# ファウンデーション対帝国
『ファウンデーション対帝国』 (Foundation and Empire) は、アイザック・アシモフのSF小説。ファウンデーションシリーズの第2巻で、『ファウンデーション』の続編にあたる。アメリカにおいて初版は1952年に発行された。

## 概要
2編の中編からなる。1945年の『アスタウンディング・サイエンスフィクション』誌に掲載された「死者の手」と、2回に分けて掲載された「ザ・ミュール」をまとめたもの。
銀河系の端にある惑星ターミナスに銀河百科辞典編纂者の集団ファウンデーションが追放されて約200年後、貿易の力によって拡張を続けるファウンデーションはついに銀河帝国と直接対峙することになった。さらにその後、数学者ハリ・セルダンらによって作り上げられた第二銀河帝国復興までの計画、セルダン計画（プラン）を破壊する存在が登場する。

## 収録作品
| 章題                         | 初出時題名            | 初出                                      |
| ---------------------------- | --------------------- | ----------------------------------------- |
| 第1部・将軍 The General      | 死者の手 Dead Hand    | アスタウンディング誌 1945年4月号          |
| 第2部・ザ・ミュール The Mule | ザ・ミュール The Mule | アスタウンディング誌 1945年11月号・12月号 |

## あらすじ

### 第1部・将軍
ファウンデーションはセルダン危機と呼ばれる非常事態を定期的に迎え、乗り越えることで力をつけていった。圧倒的な科学力を保持し、貿易によって周辺諸国を従え、ファウンデーションは軍事力をも保持して勢力を伸ばしていた。
一方、銀河帝国ではクレオン二世が強力な指導力を発揮し、一時的に持ち直しもしていた。帝国に忠誠を誓う、若くて有能な銀河帝国将軍ベル・リオーズはファウンデーションの噂を耳にし、自身の眼でファウンデーションの強勢と脅威を確認すると、軍を率いて帝国辺境域の制圧に乗り出す。それに対しファウンデーションの権力者たちは、貿易商人ラサン・デヴァーズらを使い、帝国軍の動向を探り侵攻を食い止めようとした。しかし、デヴァーズは帝国軍に捕まってしまう。デヴァーズは、将軍に同行させられている反帝国派の貴族ドゥーセム・バーを味方に引き入れて、リオーズ将軍に対抗すべく画策するが、事態は悪化する一方だった。ついには、リオーズ将軍率いる帝国軍はターミナスまであと一歩のところまで進軍してくる。
デヴァーズらは将軍の元から逃げて帝国の首都惑星トランターに行き「将軍と内務秘書官が帝国への反乱を企てている」という虚偽の情報を皇帝の耳に入れるべく画策するが、これも失敗する。しかし、その時、将軍と内務秘書官が反乱を企てた容疑で逮捕、拘禁されたというニュースがトランターに流れた。
ハリ・セルダンは、銀河帝国が脅威となるのは、強力な指導力を持つ皇帝が在位し、かつ有能な将軍が軍を率いている時のみと予測していた。皇帝のみが強力ならば辺境のターミナスまで軍を派遣することはできない。将軍のみが強力ならばその能力は反乱へと向かう。今回のように強力な皇帝と有能な将軍が共に成り立つ時のみターミナスが危機に陥るが、将軍が有能な故に周囲のやっかみや皇帝の猜疑心を刺激して失脚することまで、ハリ・セルダンは予言していた。

### 第2部・ザ・ミュール
約1世紀後、ファウンデーション内部は腐敗し、かつての帝国以上に停滞していた。市長職は世襲制となり、三代目となるインドバー三世がその職に就き、圧政を敷いていた。圧政に反発する独立貿易商人らは内戦を計画していた。その頃ミュールという謎の人物が登場する。ミュールは、独立王国となる寸前だった惑星カルガンを戦うことなく占領した上、ファウンデーション及び貿易商人らの世界に戦争をしかけた。この事態にファウンデーションと独立貿易商人たちは手を結ぶが、事態は改善されなかった。やがて時間霊廟が開き、それまでにもあったようにハリ・セルダンのホログラフ画像が心理歴史学に基づいて予測していた現状の説明を行うが、それらはすべて外れており、詰めかけていた人は混乱に陥る。実は、心理歴史学には個人レベルでの詳細な予測や対処まではできないという弱点があった。ミュールは突然変異によって誕生したミュータントで、その存在は予測の対象外であり、その人の心を自在に操る異能の力の強大さは、対処の範囲外であったのだ。
ミュールの異能の力は戦わずして人々の抵抗心を削ぐどころか、ミュールへの絶対の忠誠心を植えつけることさえできるほどであり、対抗するすべはなかった。ミュールの軍隊と異能の力による襲撃を受け、ターミナスも陥落する。カルガンから、そしてファウンデーションから唯一逃げおおせた独立貿易商人のトランとその妻ベイタ、学者のエブリング・ミス、ミュールから逃げてきた道化師マグニフィコらは状況を打破するため、存在だけが知られていた第二ファウンデーション探索の旅に出る。第二ファウンデーションは心理歴史学の聖地であり、ミュール誕生のようなイレギュラーに対処するための組織であった。一同は、40年前に大略奪に遭い廃墟と化した、かつての銀河帝国首都惑星トランターに赴いて昔の史料を捜索した。何かにとりつかれたような勢いで調査を行うエブリング・ミスは衰弱しながらも、ついに第二ファウンデーションの場所を明らかにする。その瞬間、事態は急転し、ミュールがその真の姿を現す。

## 登場人物

### 将軍
ベル・リオーズ
銀河帝国の元老院議員で三級将軍。34歳。人心掌握や戦略的能力に優れる名将。ファウンデーションの噂を確かめ、帝国にとって脅威になると判断するや、その制圧に乗り出す。
クレオン二世
銀河帝国最後の強力な皇帝。年老いて病弱の身だが、未だに強大な権力を誇る。
ブロドリック
皇帝のそばに仕える内務秘書官。残酷な処刑人としての顔を持つ謀略家でもあり、リオーズの監視役に赴く。
ドゥーセム・バー
惑星シウェナに住む帝国貴族の老人で、『ファウンデーション』「第5部・豪商」に登場するオナム・バーの唯一生き残った息子。ファウンデーションを知るものとしてリオーズに協力させられた後、デヴァーズと共に脱出する。シウェナに惨憺たる蹂躙を行い、今なお、政治的に蝕む銀河帝国を憎んでいる。
ラサン・デヴァーズ
ファウンデーションの貿易商人。リオーズに捕まってドゥーセム・バーと接触する。脱出後トランターに赴き画策するがその策は失敗に終わる。しかし、思わぬ事態からリオーズの挫折を知る事になる。
セネット・フォレル
ファウンデーションの実力者。デヴァーズを使って危機を乗り切ろうとする。

### ザ・ミュール
ベイタ・ダレル
トランの妻。24歳。新婚旅行地に選んだ惑星カルガンでマグニフィコを庇護して以来、ファウンデーションとミュールを巡る事態に巻き込まれ、行動する。元ターミナス市長ホバー・マロウ（「第1巻第5部・豪商」に独立貿易商人として登場）の遠い子孫にあたり、第3巻第2部に登場するアーカディ・ダレルの祖母でもある。
トラン
独立貿易商人の世界の一つである惑星ヘイブン出身で、ベイタの夫。
フラン
トランの父。片腕で頑固者。
ランデュ
トランの叔父。惑星ヘイブンの実力者で冷静な判断力をもつ。
ラサン・デヴァーズ
会話の中にのみ登場。すでに昔の人間であり、トランの曽祖父と共に迎えた非業の最期が語られる。
インドバー三世
ターミナス市長。世襲制となった市長の3代目。傲慢で無能な人物であり、ファウンデーションの停滞の象徴。
ハン・プリッチャー
ファウンデーションの中尉で諜報活動を行う。43歳。惑星ヘイブンへの出張を命ぜられるが、独断でミュールがいる惑星カルガンに行き、ベイタらと接触することになる。
エブリング・ミス
惑星ターミナスの科学者で伊達者。途絶えてしまった心理歴史学を一部再建し、セルダン危機が近いことを知る。その後第二ファウンデーション探索に乗り出す。
マグニフィコ・ギガンティクス
道化師。身体は細く、鼻が大きく突き出ている。ミュールの下から逃げ、ベイタらに保護されたあと、行動をともにする。ヴィジ・ソナーの演奏にかけては天才的。
一見すると臆病だが、殺意を抱いた相手には死に追いやるほどの精神的ストレスを与える不思議な“力”を持つ。
ミュール
突然変異体（ミュータント）。無名から数年で勢力を広げ、行く先々の有力者を忠実な部下に変える不可思議な力で強大な国家を建設する。
対ファウンデーション用の軍備「原子フィールド抑圧機」を実用化するや、そのままファウンデーションの中枢さえも陥落させて占領し、セルダン計画を潰す。ミュール（騾馬）という名前は、実は彼のすべてを暗喩していた。

## 用語解説
ヴィジ・ソナー（Visi-Sonor）
物語のキーとなるアイテムの一つで、電子楽器の一種。楽器であると同時に舞台演出装置でもあり、人間の視覚中枢を刺激して、様々な幻覚を見せる機能を持つ。
外形についての詳しい描写は無いが、胸に抱えて使うタイプの楽器であり、表面の多数のキーを操作して演奏するものであるらしい。
優れた演奏家の手にかかれば、文字通り魔術的な効果を発揮する、究極の楽器である。しかし演奏には特別な資質が必要で、優れた演奏家どころかまともに弾ける者すら稀という、別の意味でも究極の楽器であった。
演奏者を選び過ぎるが故に、物語の時点ですでに過去の遺物と化しており、物語中で使用されるそれも、博物館の収蔵庫から持ち出されたものである。
マグニフィコは、ヴィジ・ソナーの演奏にかけては、天才的な技倆を備えていた。
アニメ「フューチュラマ」 (Futurama)  において、ヴィジ・ソナーと同様の（ただし幻覚ではなく、ホログラムによる立体映像を作り出す）機能を持つ管楽器「Holophonor」が登場している。
原子フィールド抑圧機
物語のもう一つのキーアイテム。ミュールの軍隊が使う唯一の新兵器。あらゆる核反応を止める機能を持ち、これを使われると原子力で駆動されるすべての機器が使用不能となる。宇宙船は動けず、発電所も止まってしまう。
化学反応には効果は無いので対抗手段が無いわけではないが、社会や軍のメインのエネルギー源が失われるので、その打撃は非常に大きい。

## 書誌情報
- 『銀河帝国の興亡2 -怒濤編』、厚木淳訳、創元SF文庫、1969年10月 ISBN 4-488-60402-1
- 『ファウンデーション対帝国』、岡部宏之訳、ハヤカワ文庫SF571、1984年8月 ISBN 4-15-010571-5

ハヤカワ文庫版の岡部宏之訳を元に卯月、久間月慧太郎作画で漫画版が、サイドランチから出版されている。『銀河帝国興亡史3 ファウンデーション対帝国』（2016年12月 ISBN 978-4990256692）は、第一部「将軍」の漫画化。